# Barentsiidae
Barentsiidae é uma família de animais aquáticos do filo Entoprocta, também conhecidos como Urnatellidae.

## Gêneros
- Barentsia Hincks, 1880
- Coriella Kluge, 1946
- Pedicellinopsis Hincks, 1884
- Urnatella Leidy, 1851